# Zygia juruana
Zygia juruana  es una especie de árbol perteneciente a la familia de las leguminosas (Fabaceae). Es originaria de  Sudamérica.

## Distribución
Se encuentra en Colombia, Perú, Brasil y Ecuador en la región amazónica en la Provincia de Napo y en Pará, Amazonas y Acre.

## Taxonomía
Zygia juruana fue descrita por (Harms) L.Rico y publicado en Kew Bulletin 46(3): 501. 1991.
Sinonimia
- Pithecellobium juruanum Harms	basónimo
- Pithecolobium juruanum Harms[4]